# Etoundou III
Etoundou III est un village du Cameroun situé dans la région du Centre et le département du Mbam-et-Inoubou. Il fait partie de la commune de Ndikiniméki.

## Population
En 1964 le village comptait 271 habitants, principalement Banen.
Lors du recensement de 2005, on y dénombrait 358 personnes.